# 上海地铁车票与票价

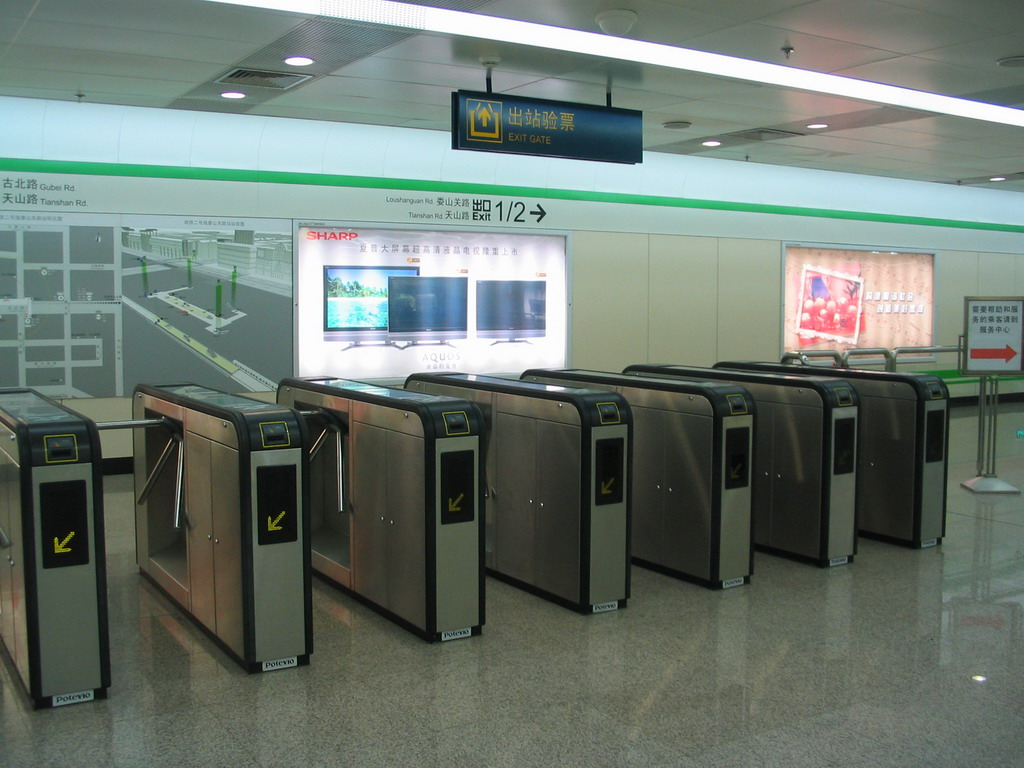
上海地铁驗票閘門

上海地铁自1993年开通试运营以来，票价体系经过多次调整，车票也有多种。

## 票价体系历史

### 一票通启用前

#### 1993年4月至2000年8月
1号线
- 1993年4月，新龙华站-徐家汇站对民众开通观光试运行，票价为5元（人民幣，下同）。
- 1993年12月，徐家汇站-上海火车站站对民众开通观光试运行，票价为4元。
- 1995年4月，上海火车站站-锦江乐园站正式投入运行，核定的票价为2、4、6元，但实际执行1、2、3元的优惠票价。上海地铁公司曾计划在当年年底恢复为2、4、6元票价，但后因压力过大而未能实现。
- 1995年12月，全线改为2元单一票价。
- 1996年12月，南段（锦江乐园站-莘庄站）独立运行，票价为1元。
- 1997年7月，全线（上海火车站站-莘庄站），票价为乘坐13站以内（含，包括上车站）2元，13站以上3元。
- 1999年3月，1号线取消纸质车票，启用自动检票系统，票价在原基础上增加1元，即乘坐13站以内（含，包括上车站）3元，13站以上4元。

2号线
- 1999年9月，2号线建成试通车，发售观光票，票价为5元。
- 2000年，2号线观光票实行买一赠一政策，票价仍为5元。
- 2000年5月，2号线正式投入运营，采取磁卡车票和储值卡，实行6公里以内2元，6-16公里3元，16公里以上4元的多级票价。

#### 2000年8月至2005年12月
1、2号线
- 2000年8月，1、2号线正式联网[來源請求]，采取统一票价，乘客在人民广场站无需出站轉乘，票价标准为6公里以内2元，6-16公里3元，16公里以上每6公里增加1元的票价，同时为鼓励乘客乘坐2号线和利用2号线过黄浦江，2号线乘坐两站以內票价为1元，过江則乘坐3站以內为1元，莘庄站至人民广场站虽然已超过16公里，但仍按6-16公里的档次实行3元票价。
- 2001年，因推广上海公共交通卡，地铁公司自行发行的可充值储值卡停止使用。
- 2005年9月，上海地铁对票价标准进行了调整，1元和2元的票价取消，新票价标准为0-6公里3元（5号线单线内0-6公里2元），6公里以上每10公里增加1元。

3号线
- 2000年，3号线投入试运营，使用纸质车票，票价为9站以内2元，9站以上3元。
- 2003年，三号线启用磁卡车票，票价改为6公里以内2元，6-16公里3元，16公里以上每6公里增加1元。
- 2005年9月，票价标准调整为0-6公里3元，6公里以上每10公里增加1元。

5号线
- 2003年，5号线投入试运营，使用纸质车票，票价为6公里以内2元，6公里以上3元。

### 一票通启用后
一票通自2005年底启用后的票价一直执行至今。具体票价标准请见“票价标准”一节。
此外，2025年7月5日起，景洪路站地下临时换乘通道投入试运行，但並未启用标签机，因而当行程涉及市域线与地铁换乘时，系统将根据实际用时自动选择路径，並影响票价。

## 票价标准
目前上海地铁大部分线路的票价标准为：0-6公里3元，6-16公里4元，16-26公里5元，以后每10公里加收一元，上不封顶，任意两站间票价按最短路径计算。一些路线的票价计算较为特殊，如5号线的莘庄—东川路—闵行开发区曾实行0-6公里2元、6-16公里3元的优惠票价，一旦换乘1号线或乘坐至5号线南延伸区段，就将按标准票价计算。自2017年12月30日起，上海地铁全线路网最高票价为15元（对应路线为目前最遠距離的17号线西岑站来往16号线滴水湖站）。
| 距离（公里） | 票价（元） |
| ------------ | ---------- |
| 0-6          | 3元        |
| 6-16         | 4元        |
| 16-26        | 5元        |
| 26-36        | 6元        |
| 36-46        | 7元        |
| 46-56        | 8元        |
| 56-66        | 9元        |
| 66-76        | 10元       |
| 76-86        | 11元       |
| 86-96        | 12元       |
| 96-106       | 13元       |
| 106-116      | 14元       |
| 116-126      | 15元       |

而自2024年及以后开通的轨道快线线路（22号线与未来其它线路）则将可能采取另一种计费规则，若不涉及与普线间的换乘则不满4元的区间均按照4元收费，若涉及换乘则市域线路部分按原价收费，而总价则是市域线路部分和旧有计费范围部分分别计算并最后叠加。
特殊情况：为防止地铁里滞留人员过多，和保障地铁正常安全运营，根据《上海市轨道交通乘客守则》第三条第（二）点规定：“乘客持票进入收费区后，须在合理时间内出收费区，超出合理时间的，应当按照单程最低票价补交票款。”目前执行的是如进站到出站时间超过4小时，将加收3元超时费。
上海磁浮示范运营线由申通地铁下属子公司上海磁浮发展公司运营，但不纳入地铁票价系统，实行单一票价，按席位、折扣条件定价。单独购买单程票为50元，一次性购买往返票（7日内有效）为80元；若使用交通卡或持有当日机票则享受单程40元的优惠价格。另外，在指定磁浮以及地铁车站亦有磁浮地铁一票通出售，价格为55元（单程磁浮+地铁一日票）或85元（双程磁浮+地铁一日票）。
2003年11月25日至2020年12月25日期间，乘客如仅乘坐5号线莘庄—东川路—闵行开发区段，起步票价为2元。自2020年12月26日起，5号线既有段恢复全网络统一票价。

## 售票方式

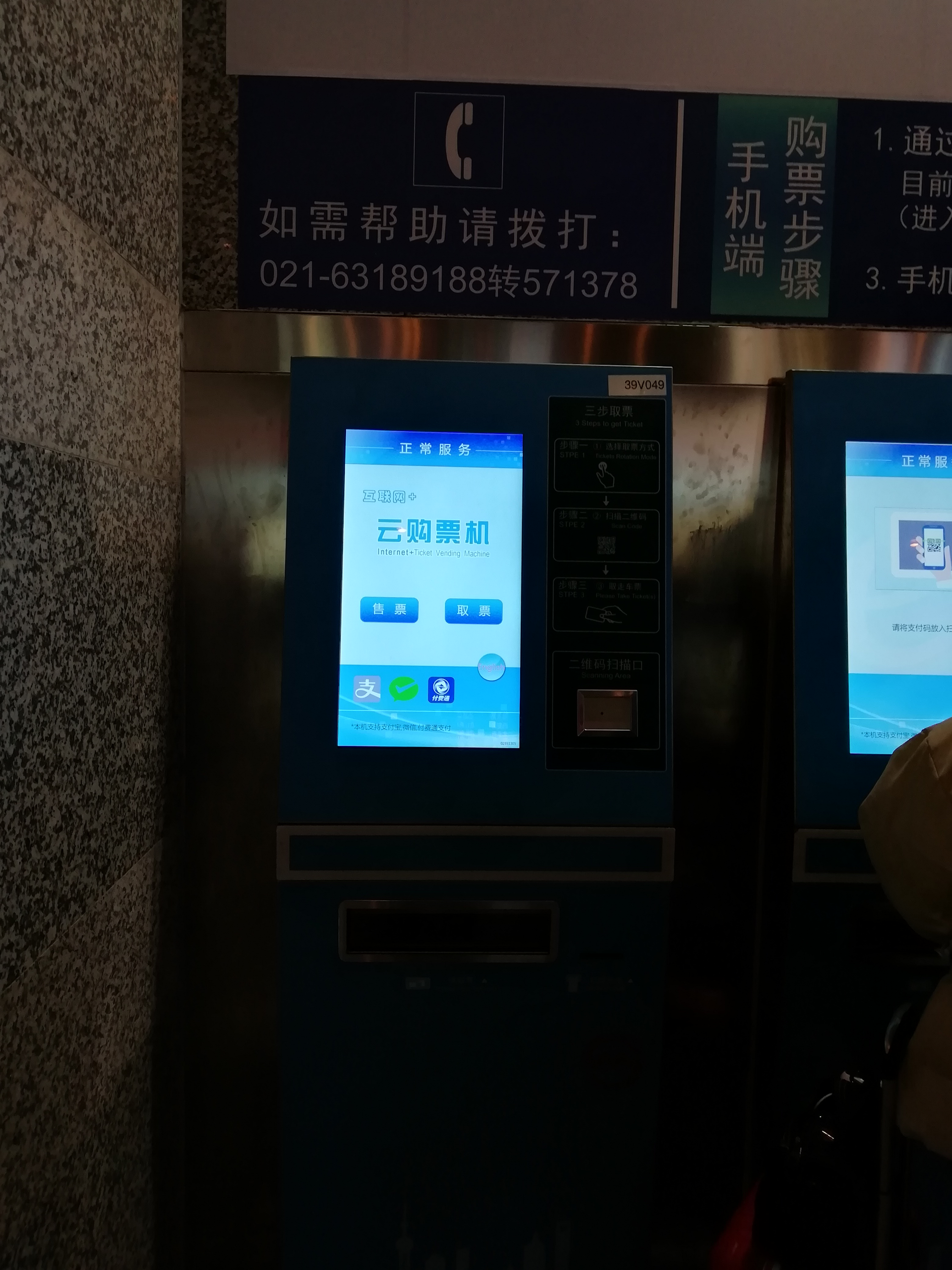
位于虹桥火车站站的云购票机

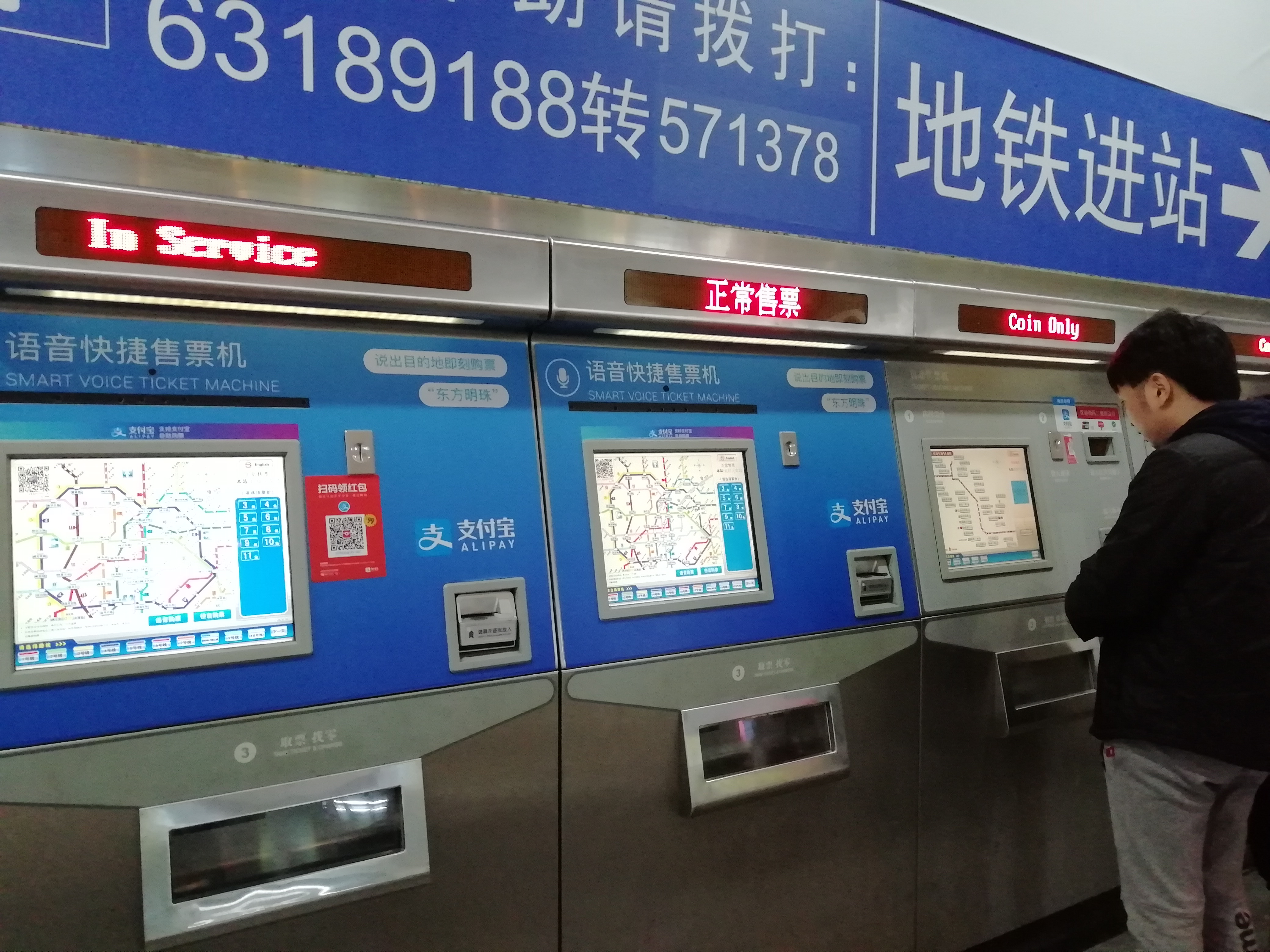
位于虹桥火车站站的语音售票机

大部分情况下，乘客需通过自动售票机购票，仅特殊情况下（春运期间的的铁路地铁站、展会等大客流情况）提供人工售票。购票时根据自动售票机提示购票即可。绝大多数售票机仅支持现金（部分只收硬币）付款，部分售票机支持支付宝、微信支付、云闪付、各大银行手机银行客户端付款。2018年11月1日，上海火车站站、上海南站站、虹桥火车站站、虹桥1号航站楼站、虹桥2号航站楼站、浦东国际机场站（现浦东1号2号航站楼站）和南京东路站的售票机先期支持扫码购票。2020年1月1日起，所有车站的售票机均支持上述付款方式。
2016年10月31日，上海地铁在2号线陆家嘴站、11号线迪士尼站和10号线南京东路站试运行云购票服务。乘客可使用支付宝或付费通客户端即可实现在线支付购票，同时提供扫码取票或机上购票两种购票方式。云购票机可出售单程票、一日票、三日票。2018年11月1日，为迎接首届中国国际进口博览会召开，上海地铁在上海火车站站、上海南站站、虹桥火车站站、虹桥1号航站楼站、虹桥2号航站楼站以及浦东国际机场站（现浦东1号2号航站楼站）的部分自动售票机上提供语音选站购票功能，乘客只需对自动售票机报出需前往的地点，设备将自动为乘客选择对应目的车站及票价。2023年6月1日起，人民广场站试点启用5台“多功能售票机”，出售“纸质二维码单程票”。

## 票种

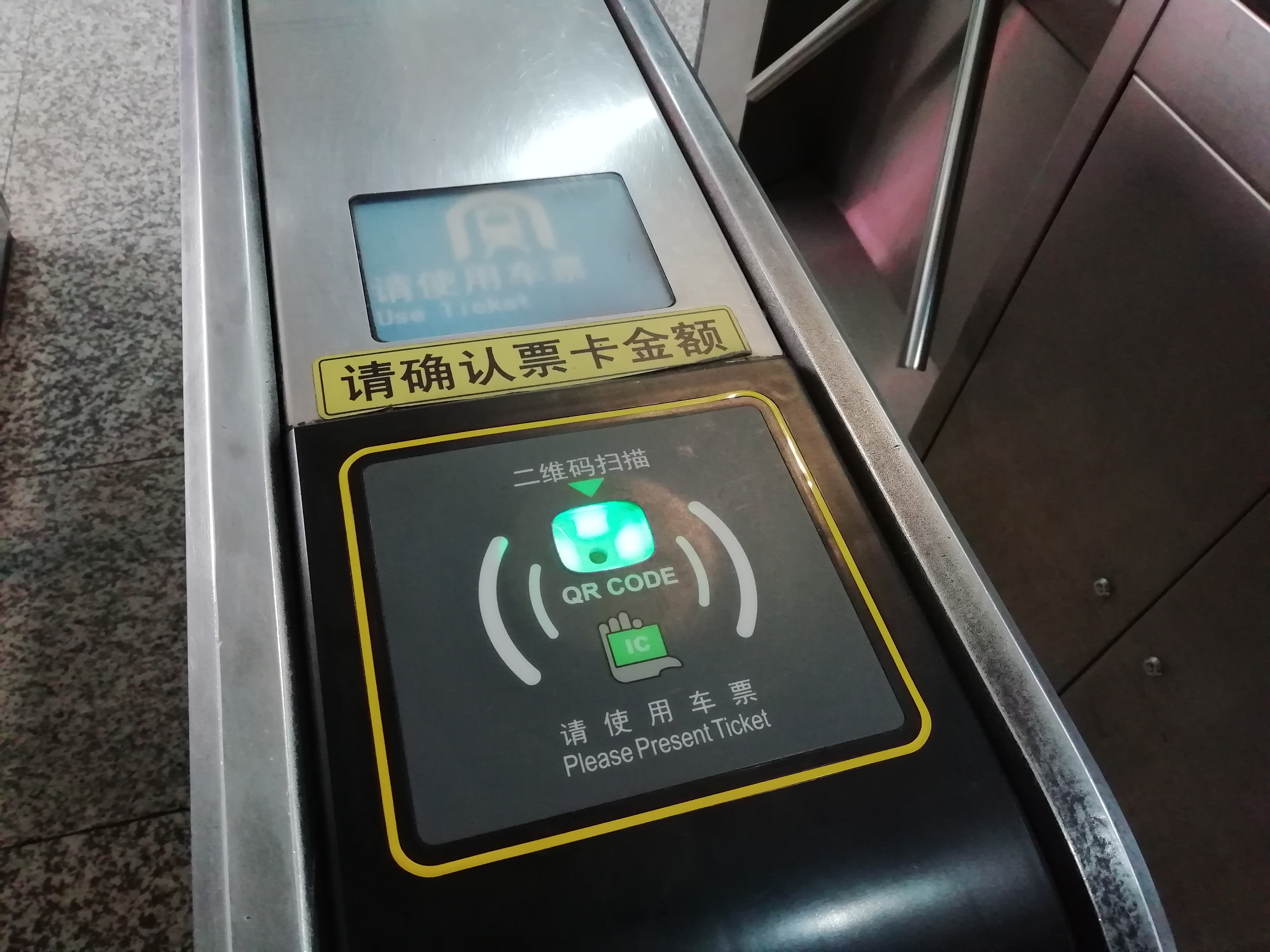
现时所有闸机均支持二维码扫码进站。图为淞虹路站闸机加装的二维码扫描区。

上海地铁曾普遍采用非接触式IC卡车票，新线路均采用纸质车票，乘客亦可通过扫码进站。车票分为常规票种和特别票种。可使用上海公共交通卡，亦可使用任何接受的外省市交通卡。

### 常规票种

#### 单程票
车站发售的当日单程票卡，可在发售当日在发售车站进站乘车，出站插入闸机回收。出站时车资必须小于或等于车票额定车资，否则需要在服务中心补齐余额。2020年第三届中国国际进口博览会期间，上海地铁在2号线虹桥火车站站和徐泾东站（现国家会展中心站）、17号线诸光路站（现国家会展中心站）试行电子单程票，乘客可通过微信、支付宝进入“上海地铁官方购票”小程序，在小程序中直接购买二维码电子单程票，刷码进出站，使用规则与实体单程票一致。
2023年6月1日起，人民广场站试点启用5台“多功能售票机”，乘客可在设备上扫码购买“纸质二维码单程票”。与传统单程票不同的是，“纸质二维码单程票”出站不回收，采用“照进照出”的方式，乘客可自行留存纪念。而2024年及以后开通的新车站则将全部采用新的纸质车票。
单程票不可用于虚拟换乘，出站换乘车站换乘需重新购票。

#### 乘车二维码
乘客可在手机上下载Metro大都会客户端来乘坐上海地铁，此外微信、支付宝、高德地图、随申行、随申办等渠道的上海公共交通二维码亦可乘坐上海地铁。通过每个车站的闸机扫码进出站，车资与单程票相同，虚拟换乘可享受连续计价。
早期二维码扫描区仅在部分闸机上安装，至2018年9月中旬，上海地铁完成全部闸机改造，全路网所有闸机均支持二维码扫码乘坐地铁。同时，为配合长三角一体化建设，自2018年12月1日起，上海地铁、杭州地铁和宁波轨道交通实现官方客户端乘车二维码的互联互通。2019年4月15日，乘车二维码互联互通网络成员新增温州轨道交通，及后在4月19日，合肥轨道交通亦加入长三角轨道交通乘车二维码互联互通网络。5月22日，南京地铁、苏州轨道交通成为乘车二维码互联互通网络新成员，上述使用两城的轨道交通官方客户端的乘客可直接刷码乘坐上海地铁。预计至2019年底，长三角将有10座城市的轨道交通二维码实现互联互通。2019年7月，青岛地铁与上海地铁实现乘车码互通，这是长三角以外城市首次实现地铁乘车码互通。同年8月7日，无锡地铁“码上行”、厦门“享出行”与上海地铁实现乘车码互通。同年12月，徐州地铁客户端与上海地铁实现乘车码互通，至年底前常州地铁、兰州轨道交通亦会与上海地铁实现乘车码互通。2020年12月1日起，使用北京地铁“亿通行”的乘客可刷码乘坐上海地铁。2021年3月5日起，使用“广州地铁APP”的乘客可刷码乘坐上海地铁。2021年4月22日起，使用重庆轨道交通“渝畅行”的乘客可刷码乘坐上海地铁。
使用Metro大都会使用二维码乘地铁时，需要打开手机的蓝牙功能才能进出站。此外，乘客亦可使用Metro大都会购买一日票、三日票。Metro大都会乘车二维码（一日票、三日票除外）可享受虚拟换乘优惠以及当月消费满70元后的九折优惠，但无法享受公交地铁之间的换乘优惠。
2022年疫情中，Metro大都会客户端二维码增加了健康码和核酸检测信息展示功能，乘客可持该码直接进站。2022年7月15日，Metro大都会客户端开通数字人民币支付功能。9月28日，除了使用Metro大都会APP外，上海地铁支持使用微信、支付宝刷码乘车，均集成健康码、场所码、乘车码的功能。
2022年12月3日，随申码、乘车码实现对上海公交、地铁、轮渡的全覆盖，乘客可使用随申行、随申办、上海交通卡、微信、支付宝、高德地图等渠道的随申码、乘车码，可在上海轨道交通（含磁悬浮）、地面公交、轮渡（含三岛客运）等公共交通工具实现刷码通行（无需开启蓝牙），并享受公交与轨道交通（不含磁悬浮）间换乘优惠。

#### 上海公共交通卡
持有上海公共交通卡（含实体卡、虚拟卡）的乘客可以在上海市乘坐地铁，并享受虚拟换乘优惠、累计票价后9折优惠和公交地铁换乘优惠。
上海公共交通卡的实体卡可在各站CVM充值机（非售票机）进行办理、充值、圈存等业务。此外，持有部分型号智能手机的用户也可通过内置的钱包应用程序或上海交通卡APP自助开通虚拟交通卡乘坐地铁（需开启手机NFC功能），优惠政策与实体卡一致。

#### 异地卡
持部分外省市公交卡（住建部City Union标准）的乘客可以在上海地铁乘车，亦可享受虚拟换乘连续计费，但不享受公共交通换乘优惠。2020年1月1日起，持交通联合卡的乘客可乘坐上海地铁（含手机NFC卡）。

#### 保通卡
保通卡是由中国太平洋保险推出的纯商业保险产品，须每月缴纳保费，2016年7月1日起启用。与此前的敬老卡一样，上海市户籍70岁以上的长者凭卡在非高峰时段无限次乘坐上海公共交通，包括除行驶高速公路线路（实行“一人一座”且不允许乘客车厢内站立）、机场线、旅游线及磁浮线外的公交和轨道交通线路。

#### 银行卡、数字人民币硬钱包
2025年6月28日起，上海地铁全线网开始支持银联、Visa、万事达等芯片闪付卡及各类符合金融IC卡标准的手机Pay，或各形态数字人民币硬钱包刷卡出入闸。

### 特种票
特种票包括一日票、三日票和磁浮地铁一票通，用于在首次进站后（电子卡需手动激活且中途不能更换支付渠道）特定时间内无限次乘坐所有地铁。可在地铁各站服务中心和上海火车站联合售票处购买实体卡，一日票和三日票也可通过Metro大都会客户端购买电子卡并采用相同方式扫码进出站。
- 一日票：18元/张，24小时内不限次乘坐地铁（不含磁浮线）。
- 三日票：45元/张，72小时内不限次乘坐地铁（不含磁浮线）。
- 磁浮地铁一票通：地铁一日票+磁浮单程票（55元/张），或地铁一日票+磁浮双程票（85元/张）。

特种票照进照出，实体卡出站不回收，同时乘坐地铁受4小时进出站时间的限制，超时需在客服中心处理。此外，使用特种票出站后，5分钟内不得在相同车站进站。特种票到期时如处于站内状态，则会直到出站后失效。一日票、三日票和地铁磁浮联票可通过补票的方式在市域机场线车站出站，但不可在市域机场线进站。
此外，上海轨道交通还支持由上海“出行即服务”（MaaS）系统上线的联程日票，可通过随申行APP或微信小程序购买，包含以下类型：
- 联程日票一日票：19.8元一张，24小时内不限次数乘坐地铁、公交、轮渡，2023年9月28日推出[35][36]。
- 联程日票三日票：47.8元一张，72小时内不限次数乘坐地铁、公交、轮渡，2024年1月10日推出。
- 联程日票七日票：85.8元一张，168小时内不限次数乘坐地铁、公交、轮渡，2024年1月10日推出[37]。

联程日票可在指定时间内不限次数乘坐上海地铁（不含磁浮）、公交线路（部分除外）、有轨电车和轮渡（有限制）。如用于部分走高速公路或跨省的公交线路，会正常扣费。地铁出站后5分钟内在同一车站进站，也将正常扣费。此外，联程日票如在地铁进站市域机场线出站，会对市域机场线段程距进行补票扣款。

### 特别票种
- 纪念票卡：在有效期内可以乘坐上海地铁限定次数，路程不限。照进照出，出站不回收。
- 赠票卡：在有效期内可以乘坐上海地铁限定次数，路程不限。照进照出，出站不回收。
- 票务处理专用票：车票发生故障时用于更换。

上述票种可通过补票方式在市域机场线出站，不支持在市域机场线进站。

### 免费乘车政策
残疾军人持本人《中华人民共和国残疾军人证》，离休干部凭本人《中华人民共和国老干部离休荣誉证》或者《中国人民解放军离休干部荣誉证》、盲人凭本人《上海市盲人证》、革命烈士家属凭本人《上海市革命烈士家属优待证》、伤残警察凭《中华人民共和国伤残人民警察证》，可免费乘坐地铁；乘客可免费携带一名身高1.3米（含1.3米）以下的儿童乘车，超过一名的按超过人数购票。无成年人带领的学龄前儿童不得单独乘车。

### 历史票种
- 社会保障卡—敬老卡：上海市户籍70岁以上长者凭IC敬老卡在非高峰时段无限次乘坐上海公共交通，包括地铁、公共汽车、轮渡等。2016年6月26日起社会保障卡—敬老卡免费乘坐地铁制度停止实行，70岁以上长者须另行购票或刷卡乘坐[39]。

### 车票图样

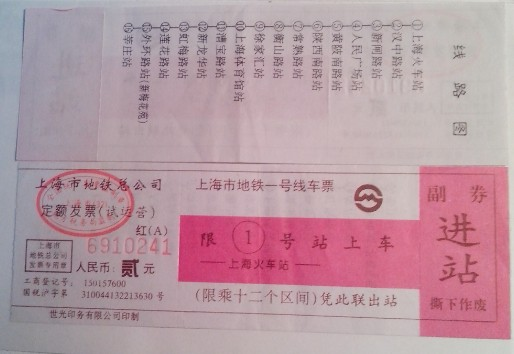
1990年代上海地铁手撕票，当时仅有1号线上海火车站至莘庄的16个站点
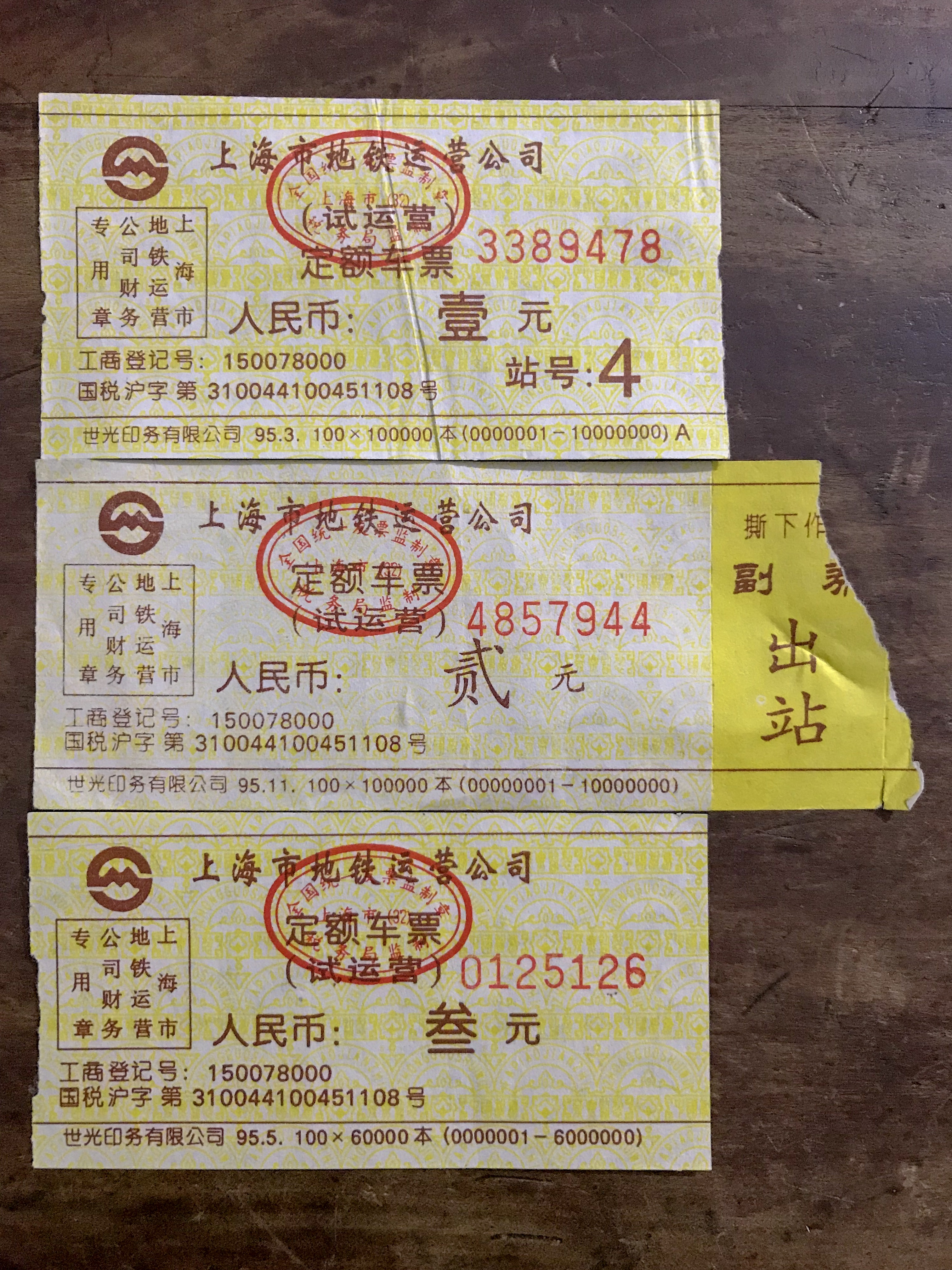
1995年1号线使用的定额车票
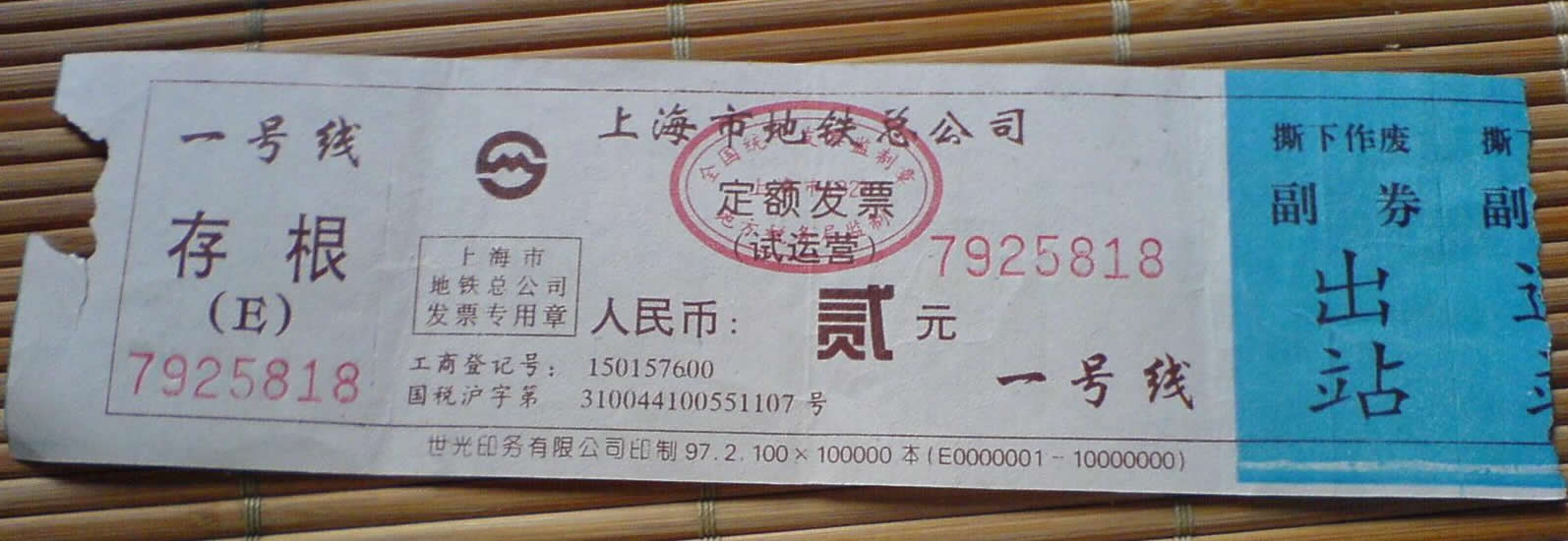
1995－1997年间1号线使用的车票
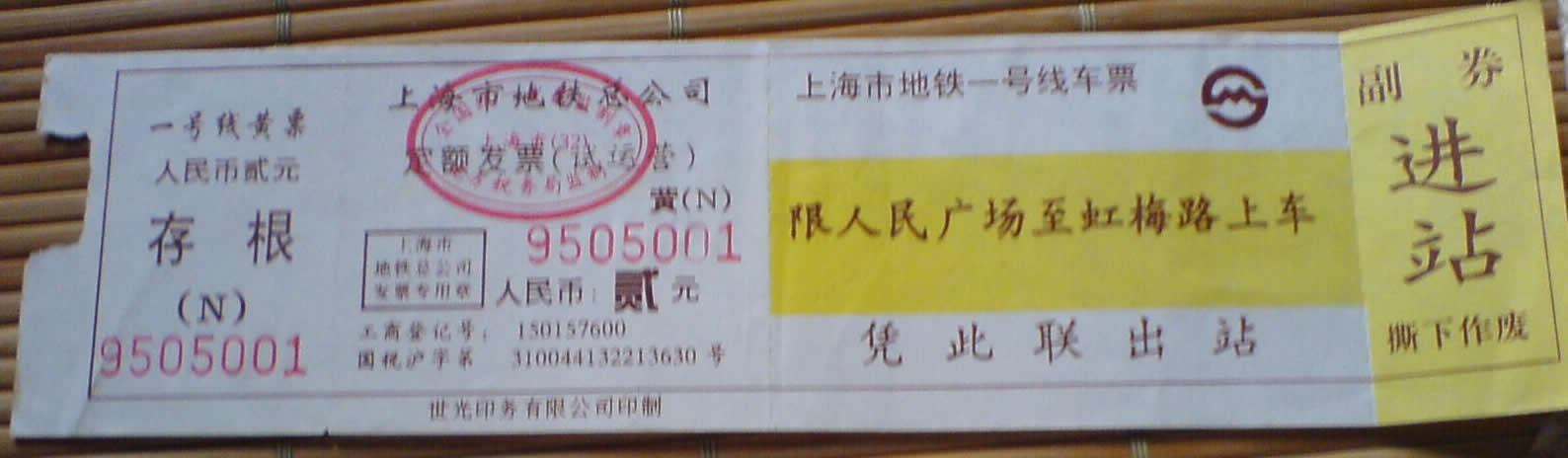
1997－1999年间1号线使用的车票
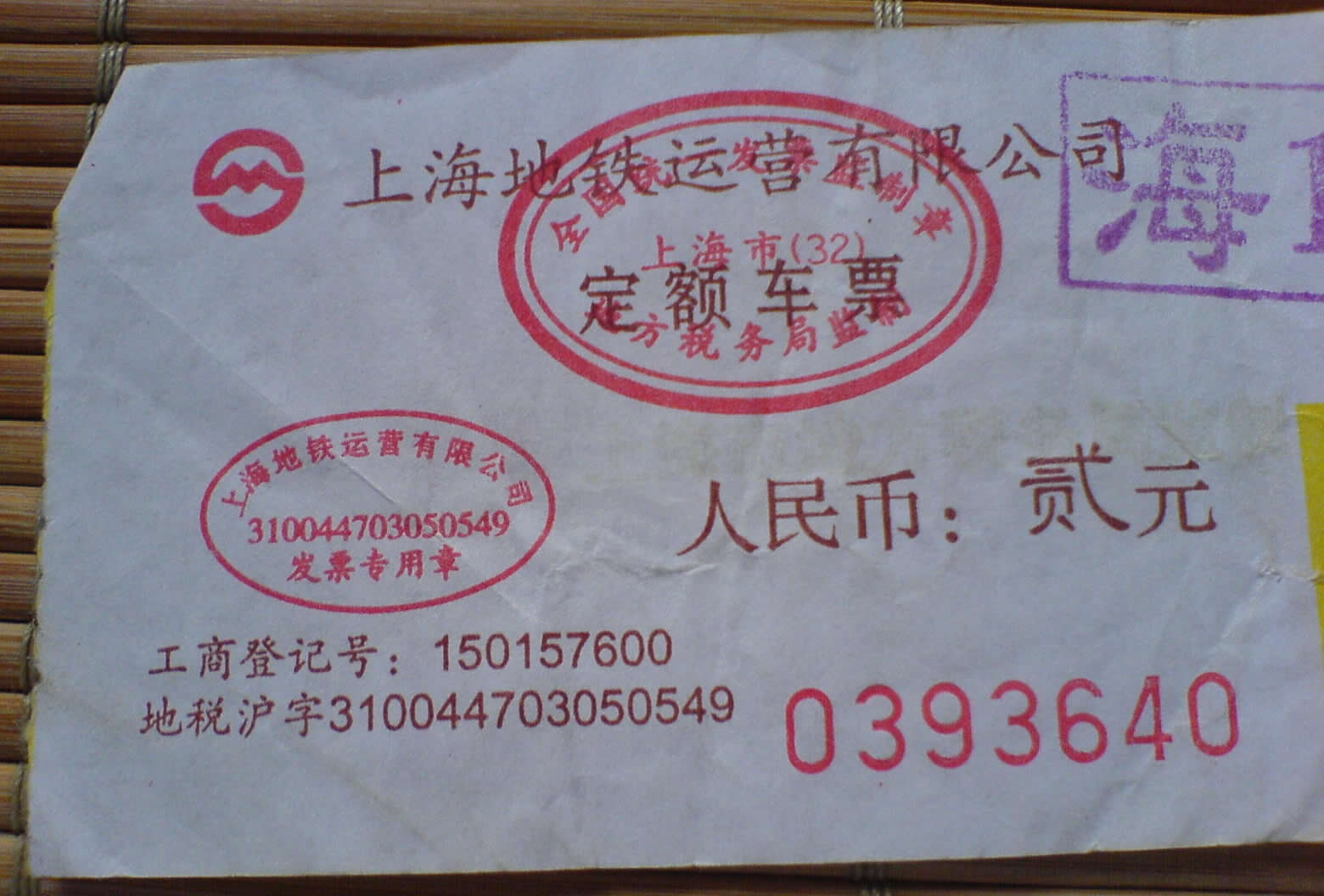
3号线2003年前使用的车票
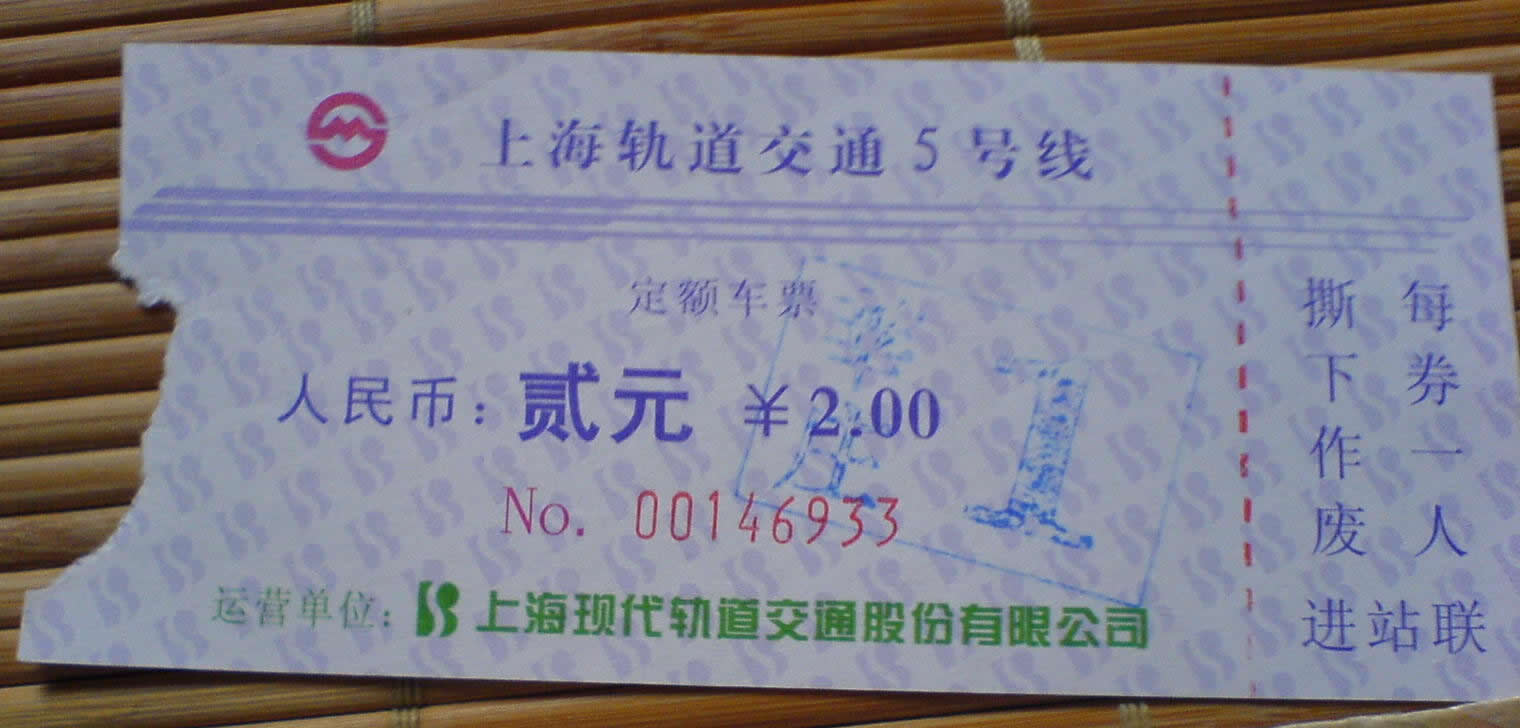
5号线2005年前使用的车票

## 优惠
自2005年12月25日起，上海地铁实行一票通的全路网计价模式，无论乘客跨线乘坐多少线路均按进出两站间最短换乘里程计费。

### 虚拟换乘
2008年6月1日起，持上海公共交通卡的乘客可在虚拟换乘站进行30分钟内出站转乘，里程连续计算。一日票、三日票乘客由于不算路程和票价亦可使用如此换乘方法。使用手机Metro大都会APP的乘客，亦可享受虚拟换乘优惠。
使用单程票的乘客此方法在虚拟换乘站，仍需另行购票，里程不累计，但只要不出站进行转乘，其票价仍以包括转乘路径在内的最短路径计算。
在上海地铁网内，虚拟换乘指于30分钟内在两个指定的可换乘站点中一个站点刷卡出站，另一个站点刷卡进站享受连续计费优惠，在东京已早已实现，而香港在九广铁路、港铁过渡期内对涉及两铁换乘的车站及現時的尖沙咀站／尖東站也采取此类虚拟换乘（仅限八达通卡）。自上海地铁开通以来，有一些站点的换乘问题一直是一些市民的心头之痛。两个车站距离不远，但是因为种种客观因素无法修建换乘通道（如上海火车站站因涉及上海火车站南北广场的沟通以及和上海铁路局的协调问题，致使换乘无法连续计费，也增加了乘车成本，有所不便。针对这种窘境，市民李建新向上海市交通管理部门提出了建议，而上海火车站站的虚拟换乘也于2008年6月1日起开始实施。

### 折扣
凡在每个自然月中使用同一张上海公共交通卡、同一平台渠道“随申码”的乘客，乘坐地铁或市域铁路实际累积消费满70元，在消费满70元的当笔消费以及当月剩余消费均享受九折优惠，次月重置。

### 公交地铁换乘优惠
使用公交卡（含虚拟公交卡）的乘客，在进行公交消费（含张江有轨电车（已停运）、临港中运量）后120分钟内乘坐地铁，或在地铁出站后120分钟内进行公交消费均可优惠1元。但是地铁出站后乘坐地铁不能享受优惠（虚拟换乘的连续计价不受影响）。市域机场线亦参照此方案优惠。而乘客使用外地交通卡或使用外地地铁官方客户端乘坐上海地铁的，则不能享受优惠。
此外，由于用于乘坐地铁的Metro大都会APP不能用于公交，因此也无法享受此优惠。自2022年12月3日，随申码、上海公共交通卡乘车码实现对上海公交、地铁、轮渡的全覆盖，乘客使用同一随申码、上海公共交通卡乘车码乘车可享受公交与轨道交通（不含磁悬浮）间的换乘优惠。
地铁线路与市域机场线之间进行站内换乘时，市域机场线部分按累计里程连续计价（不计收起乘价），市区地铁线路按照轨道交通票价体系连续计价。出站换乘不享受免收起乘价优惠。

## 优惠措施历史沿革

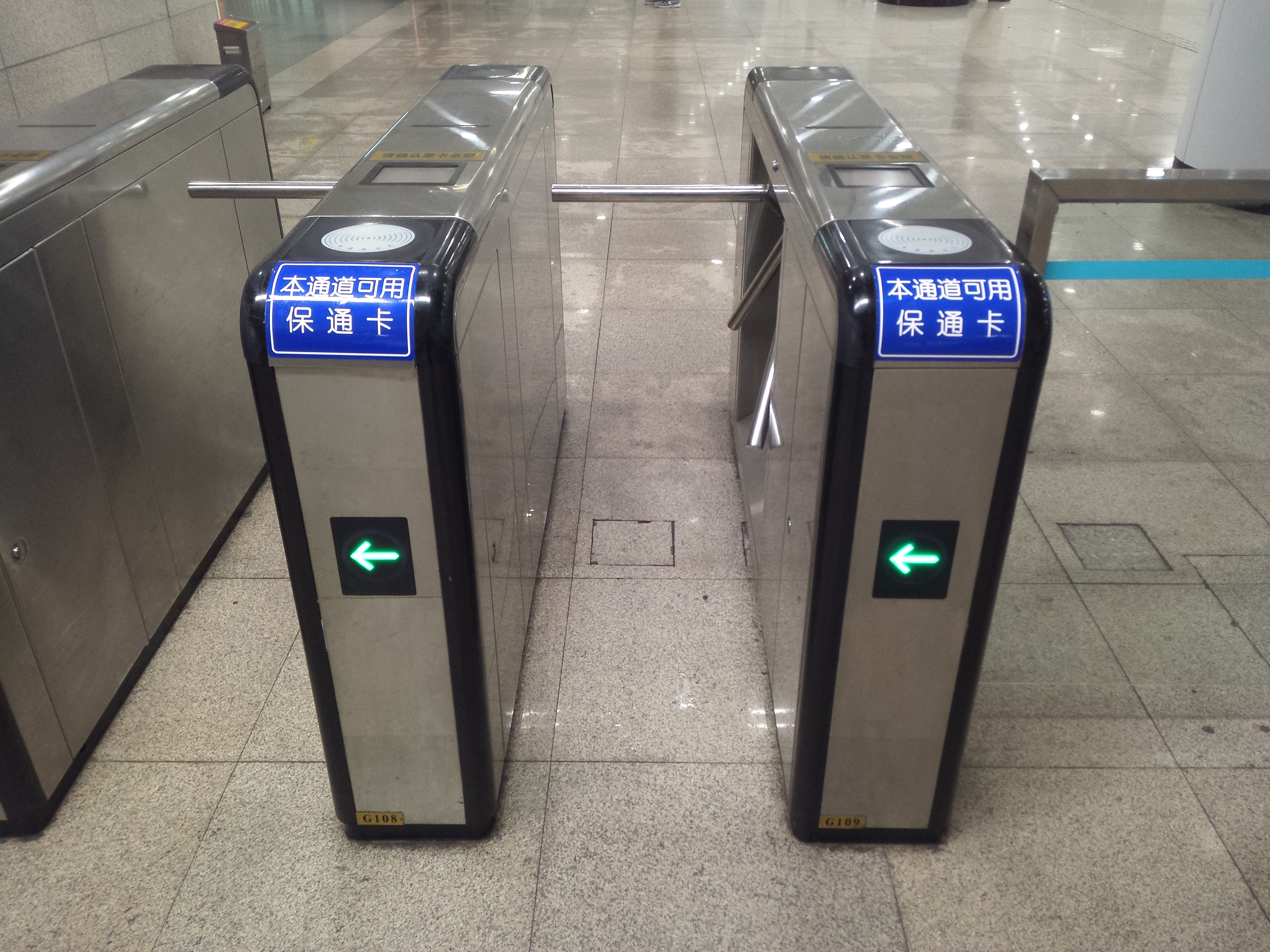
保通卡闸机通道

除针对革命伤残军人、盲人等的优惠措施外，上海轨道交通对普通民众的优惠措施大致有如下沿革。
- 2003年，5号线投入试运营，票价为6公里以内2元，6公里以上3元。但是5号线东川路站至奉贤新城站的开通后并未扩展优惠范围，后于2020年12月26日取消。
- 2000年开始，莘庄站至人民广场站虽然已超过16公里，但仍按6-16公里的档次实行3元票价；后实施一票通制度，上涨一元，调价为4元，执行至今。
- 2005年11月，上海轨道交通启用连乘优惠，乘客在一个自然月内，使用同一张公交卡乘坐轨道交通满70元，当月剩余部分乘坐轨道交通可享受9折优惠。
- 2007年10月，上海轨道交通纳入空调车换乘优惠网络，轨道交通换乘空调公交或反之可享受1元优惠，且与连乘优惠叠加：先叠加换乘优惠，在此基础上再叠加9折连乘折扣。
- 2008年6月，上海轨道交通宜山路站、上海火车站站、虹口足球场站3个转乘站，实施虚拟换乘，在上述3个车站使用公交卡可在出站后半小时以内零换乘，票价连续计算。宜山路站、虹口足球场站、徐家汇站、陕西南路站、龙华站等车站现已取消曾经实施过的虚拟换乘，至今仍在实施的虚拟换乘站有上海火车站站、虹桥2号航站楼站、南京西路站、长清路站、曹杨路站，其中上海火车站站与虹桥2号航站楼站为永久虚拟换乘。
- 2009年4月，上海公共交通换乘优惠网络扩大，轨道交通、空调公交、非空调公交相互换乘都可享受1元优惠，换乘时间延长到2小时。
- 2016年6月26日起，社会保障卡—敬老卡免费乘坐地鐵制度停止实行，70岁以上长者需要另行购票或刷卡乘坐。同时自2016年7月1日起，中国太平洋保险推出保通卡，上海市户籍70岁以上的长者凭卡在非高峰时段无限次乘坐轨道交通线路。

### 引用
1. ↑  . www.jfdaily.com. 2025-07-04  [2025-07-08]. 为了确保乘客“无感换乘”，当行程涉及市域线与地铁换乘时，系统将根据实际用时自动选择路径。换乘市域线的“快速路径”耗时相对短，市域线乘行部分按市域线票价计费；全程选择地铁的“普通路径”耗时相对长，按地铁票价计费。当前，适用双路径的换乘点包括9号线、市域线中春路站与15号线、市域线景洪路站。
景洪路站临时换乘通道开通试运行后，车站自动售票机界面将新增路径选择功能。若乘客出行路线存在起讫点相同包含市域线的双路径，点击目的地后窗口界面将会弹出路线提示供乘客自主选择（提示时间为理论参考值，不含候车时间）。 参数|quote=值左起第145位存在換行符 (帮助)
2. ↑  韩雯雯. . China.huanqiu.com. 2017-12-27  [2018-05-25]. （原始内容存档于2019-05-10）.
3. ↑  .   [2020-08-27]. （原始内容存档于2018-09-28）.
4. ↑  . www.chinanews.com.   [2020-08-27]. （原始内容存档于2020-11-03）.
5. ↑  . www.smtdc.com.   [2020-12-08]. （原始内容存档于2021-02-19）.
6. ↑  . 上海地铁.   [2020-12-08]. （原始内容存档于2018-06-02）.
7. ↑  曹刚; 杨翊中. . 新民晚报 (新民报社). 2018-12-28  [2018-12-28]. （原始内容存档于2020-12-10）.
8. ↑  杨翊中; 季周杰. . 上海地铁. 2020-12-24  [2020-12-24].[]
9. ↑  . 周到上海. 2019-12-31  [2020-01-19]. （原始内容存档于2020-02-01）.
10. ↑  沈文敏、程静仪. . 人民网. 2016-10-28  [2018-12-16]. （原始内容存档于2020-11-03）.
11. ↑  . 上海地铁. 2018-11-01  [2018-12-16].[]
12. ↑  任天宝. . 新民晚报. 2023-05-31  [2023-05-31]. （原始内容存档于2023-06-05）.
13. ↑  . 上海发布. 2020-11-09  [2020-11-16]. （原始内容存档于2021-06-19）.
14. ↑  任天宝. . 新民晚报. 2023-05-31  [2023-05-31]. （原始内容存档于2023-06-05）.
15. ↑  新民. . 新民晚报.   [2018-12-02]. （原始内容存档于2020-02-01）.
16. 1 2  见习记者 沈艳 通讯员 吴艇. . 杭州网.   [2018-12-02]. （原始内容存档于2018-12-02）.
17. ↑  有之炘. . 新华网.   [2019-04-15]. （原始内容存档于2019-04-16）.
18. ↑  陈逸欣. . 澎湃新闻.   [2019-04-19]. （原始内容存档于2020-02-01）.
19. ↑  曹刚. . 新民晚报.   [2019-05-22]. （原始内容存档于2021-01-03）.
20. ↑  , IT之家, 2019-07-31  [2019-08-03], （原始内容存档于2020-11-03）
21. ↑  , 东方网, 2019-08-08  [2019-08-08], （原始内容存档于2019-08-08）
22. ↑  , 新民晚报, 2019-11-29  [2019-11-29], （原始内容存档于2020-02-01）
23. ↑  . 澎湃新闻. 2020-12-01  [2020-12-01]. （原始内容存档于2020-12-08）.
24. ↑  . 广州日报. 2021-03-06  [2021-03-06]. （原始内容存档于2021-04-14）.
25. ↑  . 广州日报. 2021-04-22  [2021-04-23]. （原始内容存档于2021-04-26）.
26. ↑  . 上海地铁. 2022-05-30.[]
27. ↑  . 上海地铁. 2022-07-15.[]
28. ↑  . 澎湃新闻. 2022-09-20  [2022-12-10]. （原始内容存档于2023-04-19）.
29. 1 2  极目新闻. . 2022-12-02  [2022-12-10]. （原始内容存档于2022-12-10）.
30. 1 2  .   [2018-12-16]. （原始内容存档于2018-10-03）.
31. ↑  张晓鸣. . 文汇客户端. 2019-12-25  [2019-12-25]. （原始内容存档于2020-11-03）.
32. ↑  . 新民网. 2016-06-20  [2016-06-21]. （原始内容存档于2020-02-01）.
33. ↑  . 央视新闻客户端. 2025-06-27  [2025-06-27].
34. 1 2 3 4  . 上海地铁. 2014-12-25.[]
35. ↑  上海交通. . 腾讯网. 2023-09-27  [2023-09-27]. （原始内容存档于2023-09-27）.
36. ↑  . 随申行.   [2023-09-27]. （原始内容存档于2023-09-27）.
37. ↑  随申行订阅号. . 微信公众平台. 2024-01-20  [2024-01-20]. （原始内容存档于2024-01-20）.
38. ↑  . 上海地铁.   [2019-04-21]. （原始内容存档于2018-05-30）.
39. ↑  . 东方早报. 2016-06-20  [2016-06-20]. （原始内容存档于2016-07-01）.
40. ↑  . xwcb.eastday.com. 2008-05-22  [2009-12-23]. （原始内容存档于2018-10-01） （中文）.
41. ↑  . sh.sina.com.cn. 2008-06-17  [2009-12-23]. （原始内容存档于2020-11-03） （中文）.

### 文献
- 上海地方志：市政基础设施建设（页面存档备份，存于）
- 论坛文章：上海早期的地铁纸票[永久]
- 收藏家族成员：上海地铁卡[永久]
- 上海地铁二号线今天中午通车（页面存档备份，存于）
- 上海地铁二号线一期工程试通车（页面存档备份，存于）
- 两条线一票乘
- 公共交通卡一卡通地铁（页面存档备份，存于）
- 世纪大道站今重启[永久]
- 上海持交通卡坐地铁有优惠（页面存档备份，存于）
- 上海轨交一、二、三线今起调价[永久]
- 上海地铁官网票价查询（页面存档备份，存于）